# Amerikaanse Gebarentaal

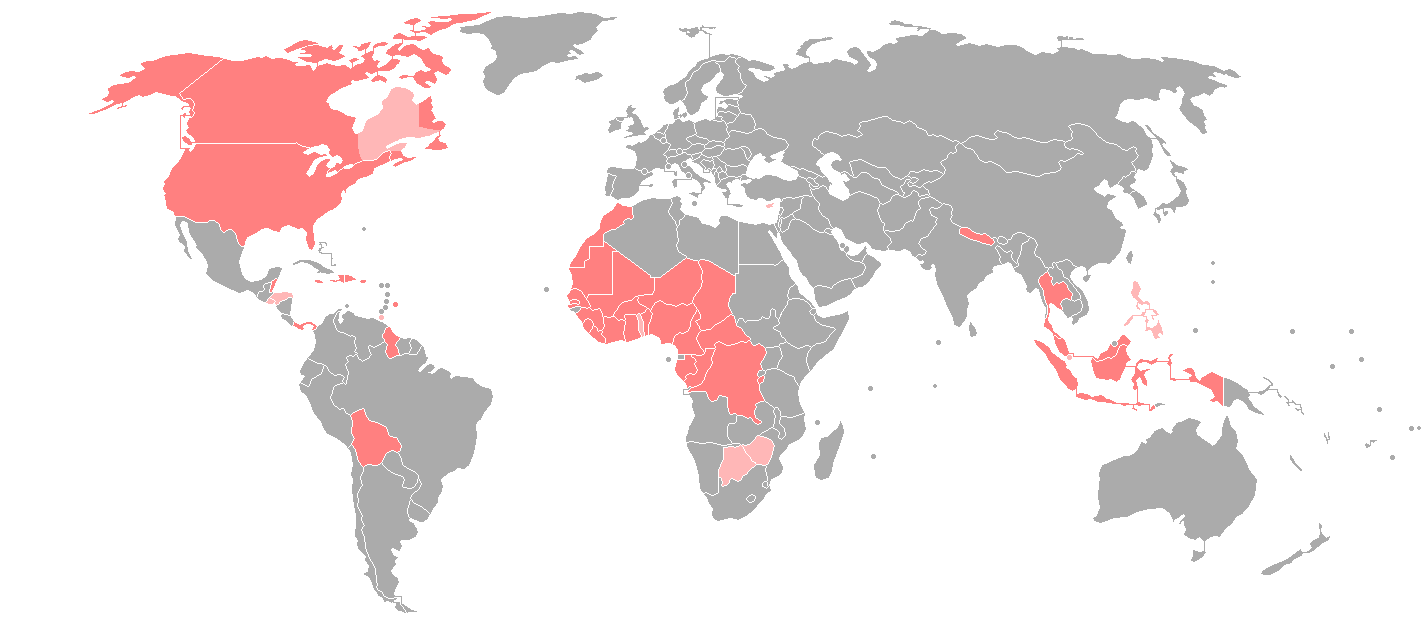
Gebieden waar ASL of een dialect/dochtertaal van ASL de nationale gebarentaal is
Gebieden waar ASL significant vaak wordt gebruikt naast een andere gebarentaal

Amerikaanse Gebarentaal, American Sign Language of ASL is een in Canada erkende taal die onder doven en slechthorenden is ontstaan in de Verenigde Staten van Amerika.
Er wordt gebruikgemaakt van een enkelhandig alfabet.
Deze taal wordt gesproken door mensen in de Verenigde Staten, in het Engels sprekend deel van Canada en in delen van Mexico. De taal wordt ook gebruikt in de Filipijnen, Singapore, Hongkong, Ivoorkust, Burkina Faso, Ghana, Togo, Benin, Nigeria, Tsjaad, Gabon, Congo-Kinshasa, Centraal-Afrikaanse Republiek, Mauritanië, Kenia, Madagaskar en Zimbabwe.
Deze taal, die geen directe relatie heeft met de taal die de "horenden" in hetzelfde geografische gebied bezigen, zoals het Amerikaans Engels en het Mexicaans Spaans, is een totaal van gebaren, handvormen en mimiek, waarbij de combinatie van de mimiek met de vorm en plaats van essentieel belang is voor de betekenis.
Amerikaanse Gebarentaal is niet verwant met de Britse Gebarentaal (BSL). Zo gebruiken de Britse en de daaraan verwante gebarentalen een dubbelhandig alfabet. De gebruikers van ASL en die van de BSL-groep kunnen elkaar dan ook niet begrijpen (tenzij ze daarvoor extra studie hebben gedaan).
Er zijn geen nauwkeurige aantallen te geven van mensen die deze taal gebruiken. De schattingen lopen uiteen tussen tweehonderdduizend en twee miljoen.

## Geschiedenis

### Oorsprong
|                                          |                                          |                                          |                                          |                                          |                                          |  |  |                                     |                                     |                                     |                                     |                                     |                                     |  |  |                                              |                                              |                                              |                                              | Oude Franse Gebarentaal (beïnvloed door l'Épée ca. 1760–1789) |                                              |  |  |                                      |                                      |                                      |                                      |                                      |                                      |  |  |                                          |                                          |                                          |                                          |                                          |                                          |  |  |                                         |                                         |                                         |                                         |                                         |                                         |
|                                          |                                          |                                          |                                          |                                          |                                          |  |  |                                     |                                     |                                     |                                     |                                     |                                     |  |  |                                              |                                              |                                              |                                              |                                                               |                                              |  |  |                                      |                                      |                                      |                                      |                                      |                                      |  |  |                                          |                                          |                                          |                                          |                                          |                                          |  |  |                                         |                                         |                                         |                                         |                                         |                                         |
|                                          |                                          |                                          |                                          |                                          |                                          |  |  |                                     |                                     |                                     |                                     |                                     |                                     |  |  |                                              |                                              |                                              |                                              |                                                               |                                              |  |  |                                      |                                      |                                      |                                      |                                      |                                      |  |  |                                          |                                          |                                          |                                          |                                          |                                          |  |  |                                         |                                         |                                         |                                         |                                         |                                         |
|                                          |                                          |                                          |                                          |                                          |                                          |  |  |                                     |                                     |                                     |                                     |                                     |                                     |  |  |                                              |                                              |                                              |                                              | Belgische Gebarentaal (ca. 1790–2000)                         |                                              |  |  |                                      |                                      |                                      |                                      |                                      |                                      |  |  |                                          |                                          |                                          |                                          |                                          |                                          |  |  |                                         |                                         |                                         |                                         |                                         |                                         |
|                                          |                                          |                                          |                                          |                                          |                                          |  |  |                                     |                                     |                                     |                                     |                                     |                                     |  |  |                                              |                                              |                                              |                                              |                                                               |                                              |  |  |                                      |                                      |                                      |                                      |                                      |                                      |  |  |                                          |                                          |                                          |                                          |                                          |                                          |  |  |                                         |                                         |                                         |                                         |                                         |                                         |
|                                          |                                          |                                          |                                          |                                          |                                          |  |  |                                     |                                     |                                     |                                     |                                     |                                     |  |  |                                              |                                              |                                              |                                              |                                                               |                                              |  |  |                                      |                                      |                                      |                                      |                                      |                                      |  |  |                                          |                                          |                                          |                                          |                                          |                                          |  |  |                                         |                                         |                                         |                                         |                                         |                                         |
| Amerikaanse Gebarentaal (ca. 1820–heden) | Amerikaanse Gebarentaal (ca. 1820–heden) | Amerikaanse Gebarentaal (ca. 1820–heden) | Amerikaanse Gebarentaal (ca. 1820–heden) | Amerikaanse Gebarentaal (ca. 1820–heden) | Amerikaanse Gebarentaal (ca. 1820–heden) |  |  | Franse Gebarentaal (ca. 1790–heden) | Franse Gebarentaal (ca. 1790–heden) | Franse Gebarentaal (ca. 1790–heden) | Franse Gebarentaal (ca. 1790–heden) | Franse Gebarentaal (ca. 1790–heden) | Franse Gebarentaal (ca. 1790–heden) |  |  | Frans-Belgische Gebarentaal (ca. 1970–heden) | Frans-Belgische Gebarentaal (ca. 1970–heden) | Frans-Belgische Gebarentaal (ca. 1970–heden) | Frans-Belgische Gebarentaal (ca. 1970–heden) | Frans-Belgische Gebarentaal (ca. 1970–heden)                  | Frans-Belgische Gebarentaal (ca. 1970–heden) |  |  | Vlaamse Gebarentaal (ca. 1970–heden) | Vlaamse Gebarentaal (ca. 1970–heden) | Vlaamse Gebarentaal (ca. 1970–heden) | Vlaamse Gebarentaal (ca. 1970–heden) | Vlaamse Gebarentaal (ca. 1970–heden) | Vlaamse Gebarentaal (ca. 1970–heden) |  |  | Nederlandse Gebarentaal (ca. 1790–heden) | Nederlandse Gebarentaal (ca. 1790–heden) | Nederlandse Gebarentaal (ca. 1790–heden) | Nederlandse Gebarentaal (ca. 1790–heden) | Nederlandse Gebarentaal (ca. 1790–heden) | Nederlandse Gebarentaal (ca. 1790–heden) |  |  | Italiaanse Gebarentaal (ca. 1830–heden) | Italiaanse Gebarentaal (ca. 1830–heden) | Italiaanse Gebarentaal (ca. 1830–heden) | Italiaanse Gebarentaal (ca. 1830–heden) | Italiaanse Gebarentaal (ca. 1830–heden) | Italiaanse Gebarentaal (ca. 1830–heden) |

Amerikaanse Gebarentaal stamt rechtstreeks af van de Oude Franse Gebarentaal (VLSF), die tussen 1760 en 1789 werd aangepast en verspreid door abt Charles-Michel de l'Épée via de eerste dovenschool die hij stichtte in Parijs. Zijn opvolger Roch-Ambroise Cucurron Sicard onderwees de Fransman Laurent Clerc en de Amerikaan Thomas Hopkins Gallaudet, die in 1817 samen de American School for the Deaf oprichtten te West Hartford in de Amerikaanse staat Connecticut. Hoewel VLSF de basis vormde van de daar ontstane Amerikaanse Gebarentaal, is deze ook beïnvloed door de grammatica en het vocabulaire van enkele reeds bestaande lokale gebarentalen.
Lange tijd was de Amerikaanse Gebarentaal niet gestandaardiseerd. Doveninstituten in de verschillende staten hadden hun eigen talen en konden onderling niet of nauwelijks communiceren. Per staat en zelfs per instituut was er een verschillend taalgebruik. Er waren ook scholen die hun pupillen verboden om gebaren te maken, teneinde hun zelfredzaamheid in de maatschappij te bevorderen.
Vanwege het gebrek aan samenhang en de grote dovengemeenschap zijn er samenwerkingsverbanden opgericht voor het standaardiseren van de gebarentaal in de Verenigde Staten.

### Invloeden
Op het eiland Martha's Vineyard (in Massachusetts), waar veel doven woonden, ontstond rond 1800 een gebarentaal.
Er werd ook een school voor doven opgericht: de American School for the Deaf in Hartford (Connecticut).
Ook is de Amerikaanse gebarentaal mogelijkerwijs beïnvloed door de gebarentaal van de op de prairie levende indianen (Plains Indian Sign Language). Deze gebarentaal werd gebruikt door mensen uit verschillende stammen, die elkaars gesproken taal niet kenden. Of en in hoeverre deze gebarentaal invloed heeft gehad op het ontstaan van ASL is niet duidelijk.

### Mengelmoes van talen
De sterke Franse invloed (ongeveer zestig procent van de gebaren uit de Franse Gebarentaal zijn min of meer gelijk aan de gebaren uit de Amerikaanse Gebarentaal) alsmede de invloed van inwoners van Martha's Vineyard en het op verschillende plekken "spontaan" ontstaan van gebaren en grammaticale regels maakten dat de Amerikaanse Gebarentaal lange tijd geen standaardvorm had. Pas in de tweede helft van de negentiende eeuw kwam het proces op gang te komen om de taal te standaardiseren, zodat het erkenning kon krijgen.
Na vele tientallen jaren werd overeenstemming bereikt over de uitgangspunten. Daarna kon gewerkt worden aan het maken van een standaardtaal. Door deze standaard werd het ook mogelijk op grotere schaal voortgezet onderwijs voor doven op te zetten. Een voorbeeld daarvan is de Gallaudet University in Washington (DC). Rond deze universiteit is een rijk cultureel leven ontstaan waarin doven en horenden samenwerken.

## Overzicht van gebarentalen

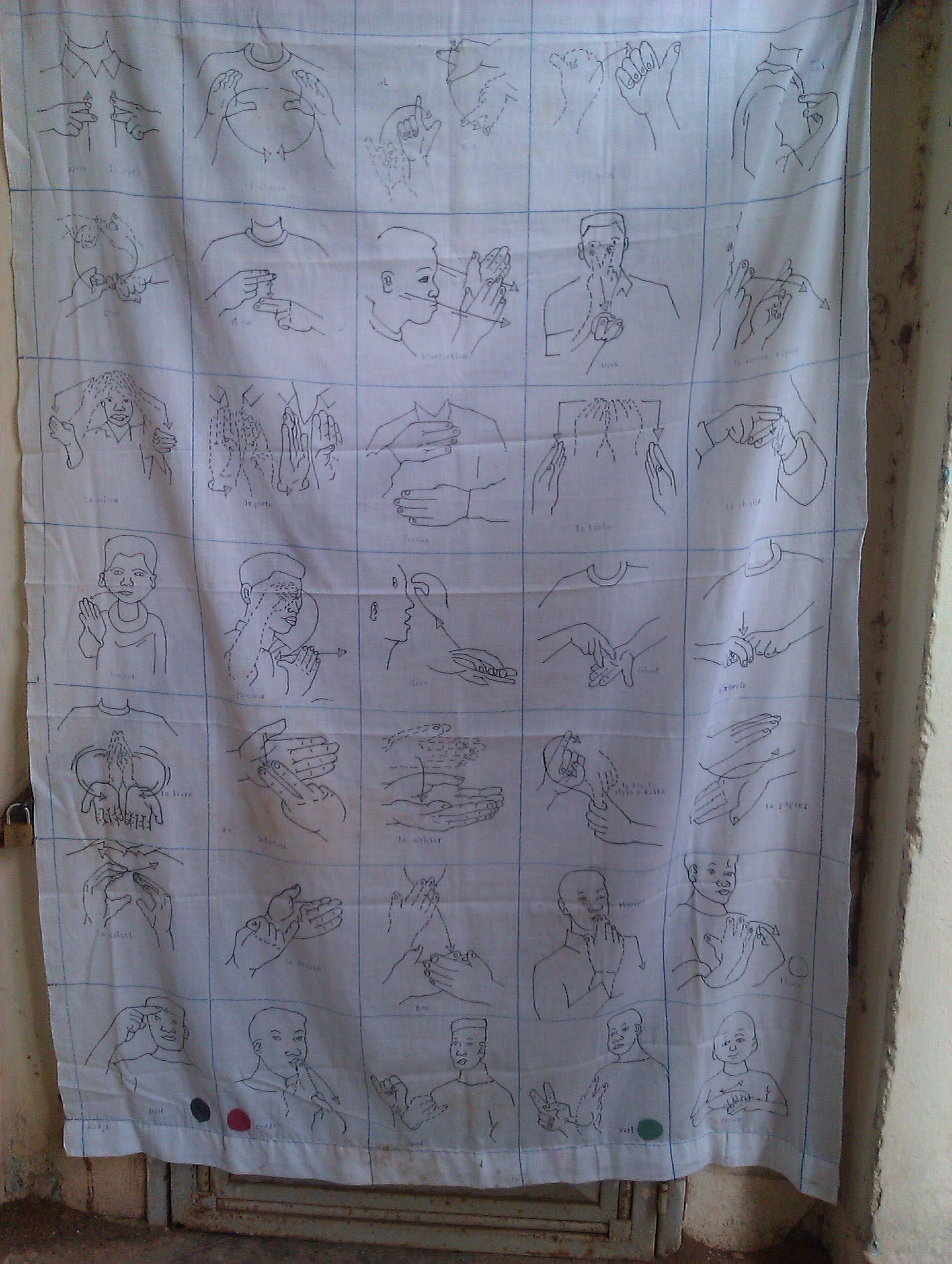
American sign language in Senegal

| Code  | Officiële naam                                | Nederlandse naam             | Familie  | Land/regio                           | Invloedrijkste gesproken taal |
| ----- | --------------------------------------------- | ---------------------------- | -------- | ------------------------------------ | ----------------------------- |
| ASL   | American Sign Language                        | Amerikaanse Gebarentaal      | Franse   | Verenigde Staten Canada              | Engels                        |
| BSL   | British Sign Language                         | Britse Gebarentaal           | BANZSL   | Verenigd Koninkrijk                  | Engels                        |
| CSL   | Chinese Sign Language                         | Chinese Gebarentaal          | isolaat  | China                                | Mandarijn                     |
| DGS   | Deutsche Gebärdensprache                      | Duitse Gebarentaal           | Duitse   | Duitsland Luxemburg                  | Duits                         |
| DSGS  | Deutschschweizer Gebärdensprache              | Zwitserduitse Gebarentaal    | Franse?  | Zwitserland (Duitstalig Zwitserland) | Duits                         |
| IPSL  | Indo-Pakistani Sign Language                  | Indo-Pakistaanse Gebarentaal | isolaat? | India Pakistan                       | Hindoestani                   |
| ISN   | Idioma de Signos Nicaragüense                 | Nicaraguaanse Gebarentaal    | isolaat  | Nicaragua                            | Spaans                        |
| LIS   | Lingua dei Segni Italiana                     | Italiaanse Gebarentaal       | Franse   | Italië Zwitserland San Marino        | Italiaans                     |
| LSF   | Langue des signes française                   | Franse Gebarentaal           | Franse   | Frankrijk                            | Frans                         |
| LSFB  | Langue des signes de Belgique francophone     | Frans-Belgische Gebarentaal  | Franse   | België ( Franse Gemeenschap)         | Frans                         |
| LSFSR | Langue des signes française de Suisse romande | Zwitsers-Franse Gebarentaal  | Franse   | Zwitserland (Romandië)               | Frans                         |
| NGT   | Nederlandse Gebarentaal                       | Nederlandse Gebarentaal      | Franse   | Nederland                            | Nederlands                    |
| ÖGS   | Österreichische Gebärdensprache               | Oostenrijkse Gebarentaal     | Franse   | Oostenrijk                           | Duits                         |
| STS   | Svenskt teckenspråk                           | Zweedse Gebarentaal          | Zweedse  | Zweden                               | Zweeds                        |
| TİD   | Türk İşaret Dili                              | Turkse Gebarentaal           | isolaat  | Turkije                              | Turks                         |
| VGT   | Vlaamse Gebarentaal                           | Vlaamse Gebarentaal          | Franse   | België ( Vlaanderen)                 | Nederlands                    |